# Колонщина
Коло́нщина (укр. Колонщина) — село, входит в Бучанский район Киевской области Украины.
Население по переписи 2001 года составляло 941 человек. По состоянию на 01.01.2025 года зарегистрировано 1367 человек, проживает 2300 человек. Почтовый индекс — 08032. Телефонный код — 4578. Занимает площадь 0,304 км². Код КОАТУУ — 3222782601.

## Местный совет
08032, Київська обл., Макарівський р-н, с. Колонщина, вул. Київська, 16

## Культура
В апреле 2011 года в Колонщине был торжественно открыт памятник ликвидаторам аварии на ЧАЭС, авторы памятника — скульпторы Крылов Борис и Сидорук Олесь.

## Личности
В Колонщине похоронен Евгений Буслович (1972—2007), серебряный призёр Олимпийских игр 2000 года.

## Галерея

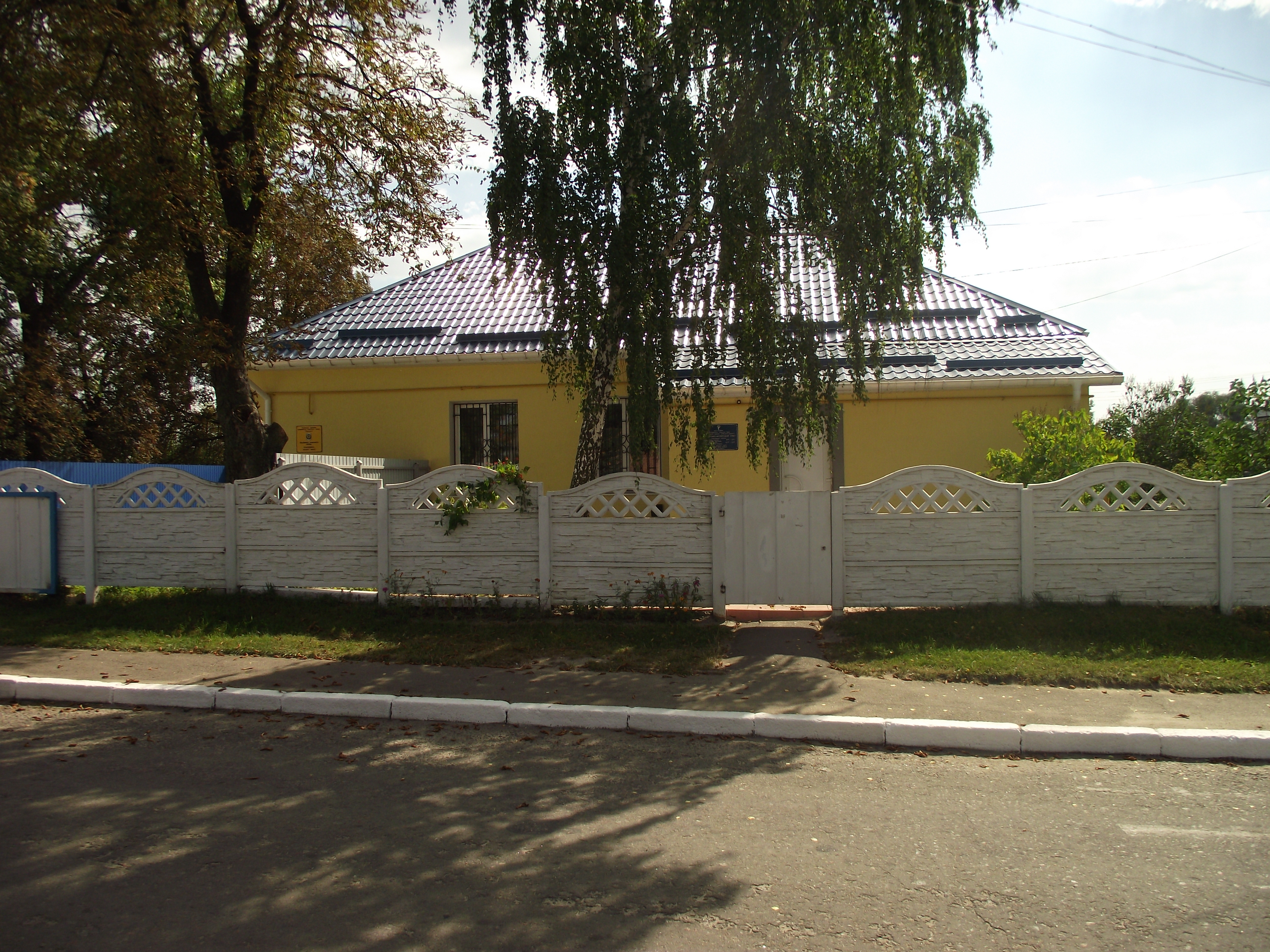
Фельдшерско-акушерский пункт
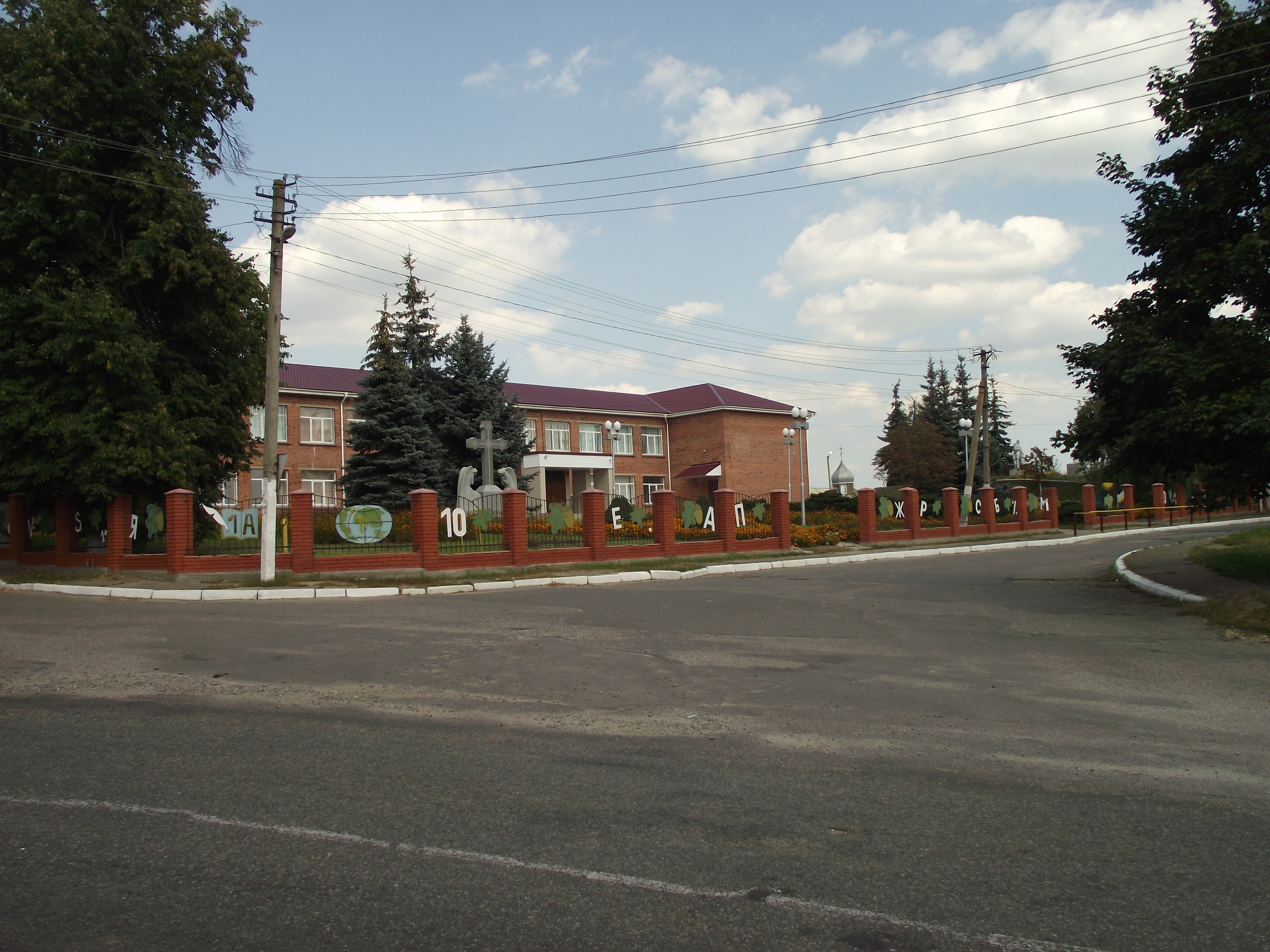
Школа
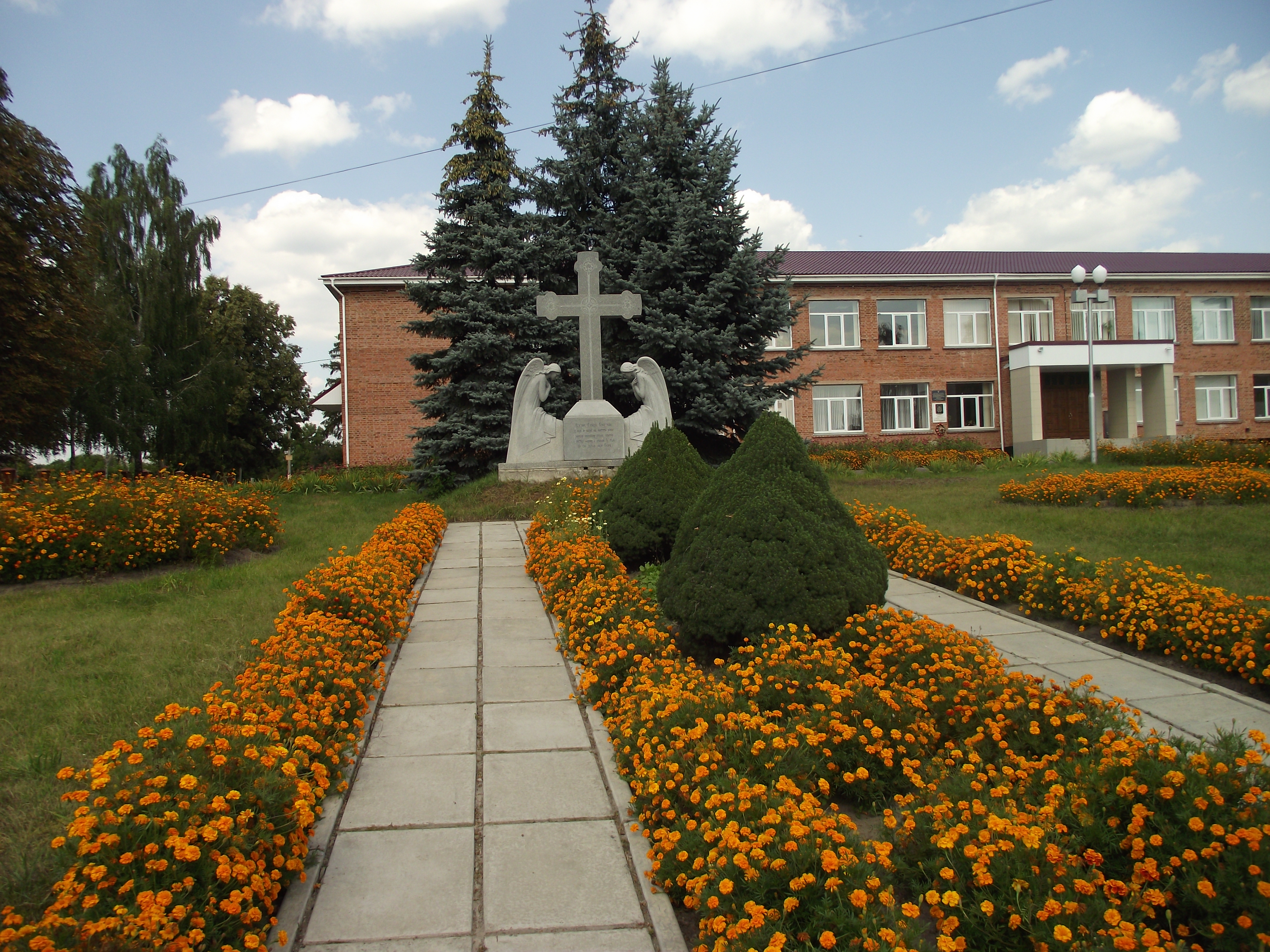
Памятник у школы
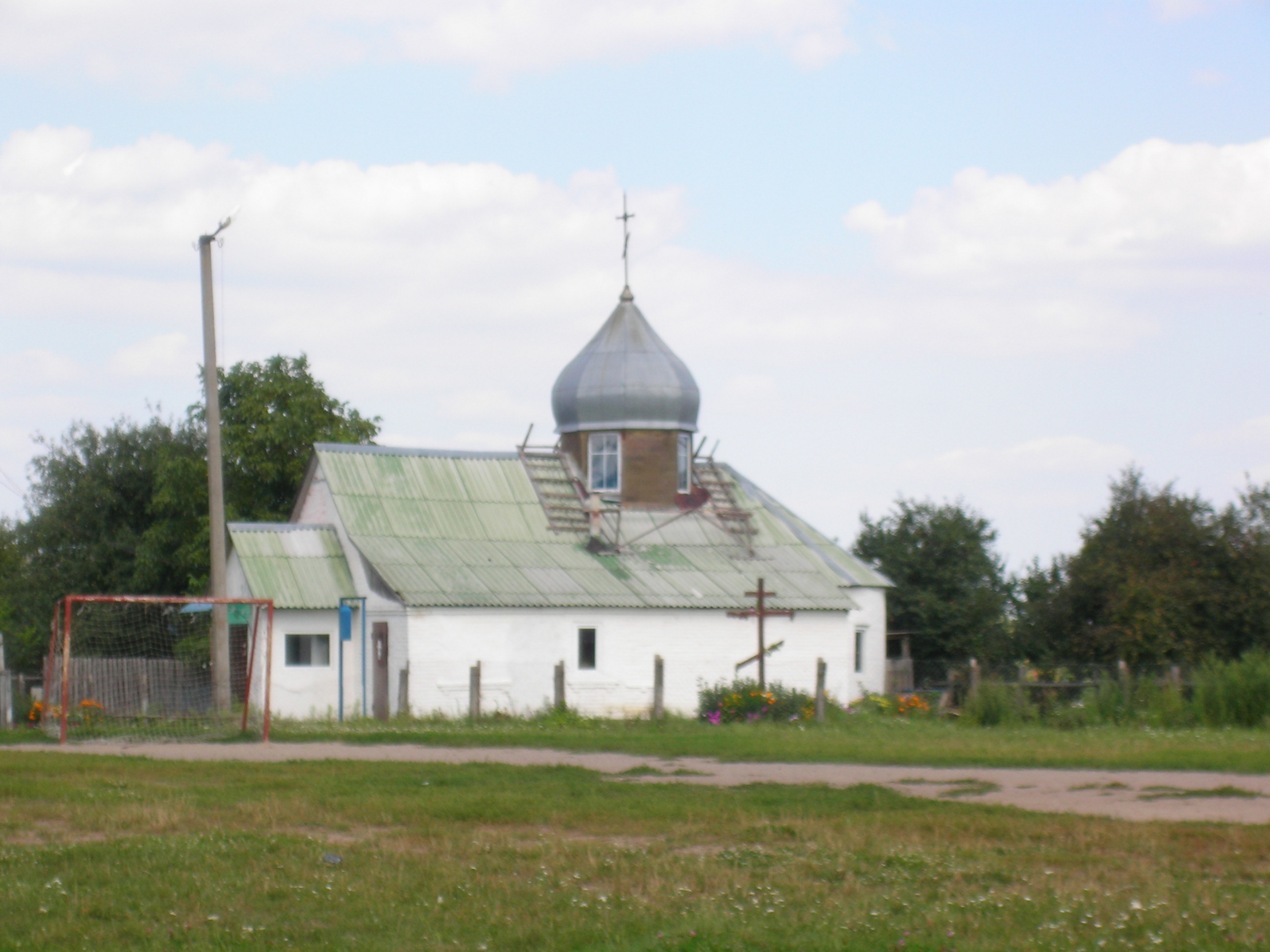
Церковь УПЦ-КП
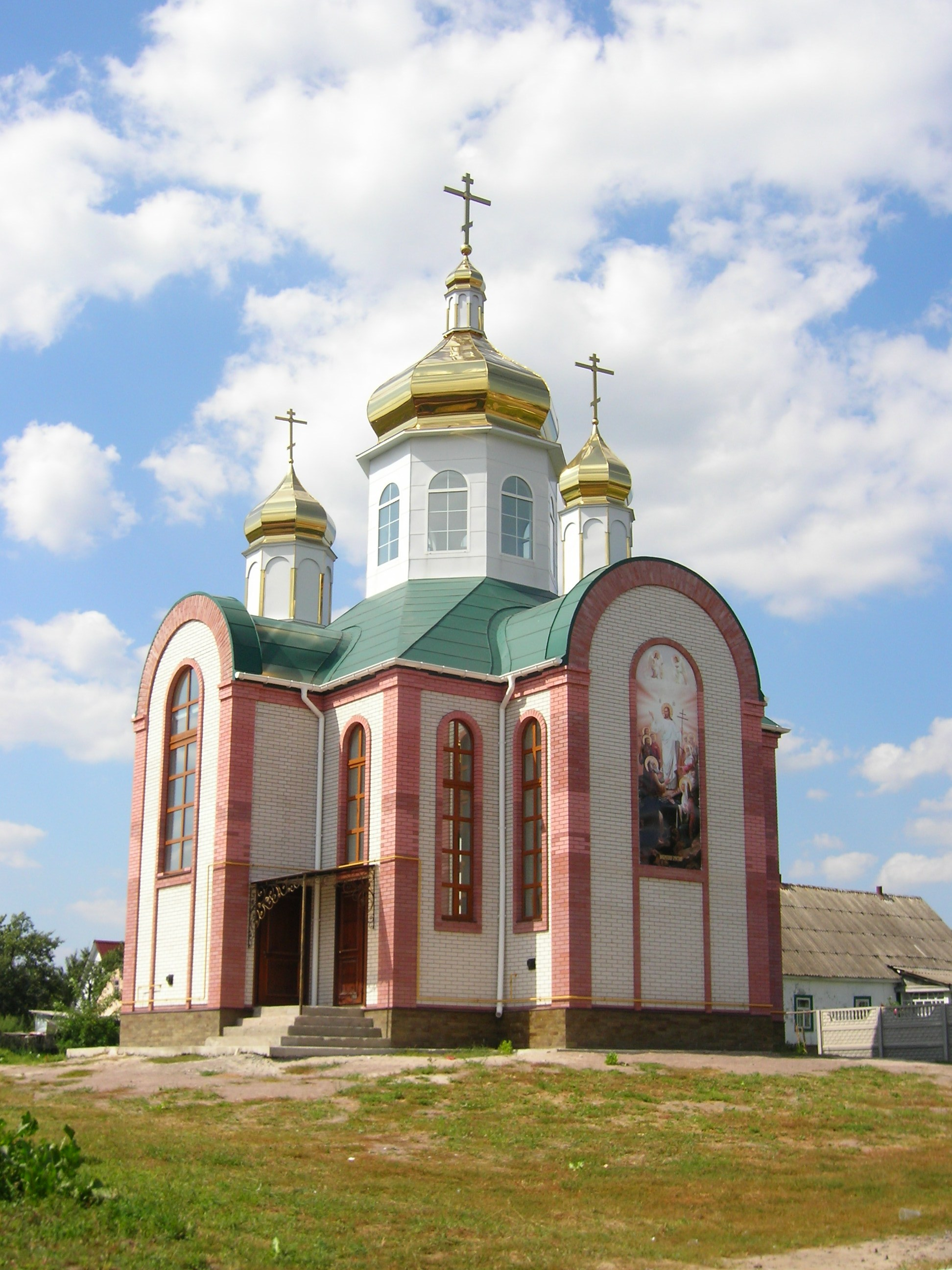
Церковь УПЦ-МП